# Đuôi cụt nâu
Đuôi cụt nâu, tên khoa học Hydrornis phayrei, là một loài chim trong họ Pittidae được tìm thấy tại vùng Đông Nam Á.